# Noren (volk)

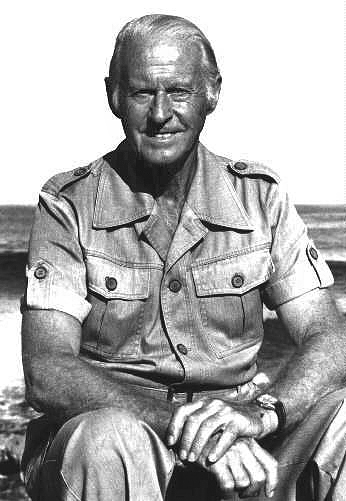
Thor Heyerdahl

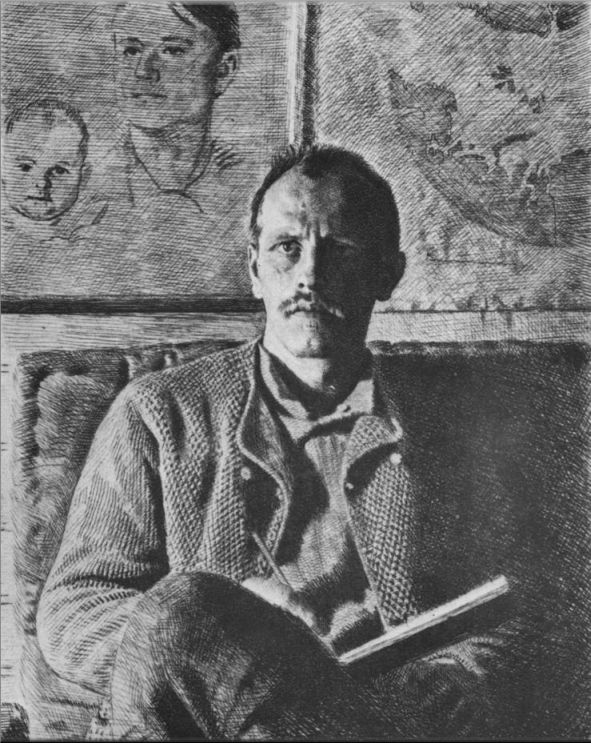
Fridtjof Nansen

De Noren zijn een Noord-Germaans volk. Ze noemen zichzelf nordmenn, wat Noors is voor "Noordmannen" - mannen (of mensen) van het Noorden. Het Nederlandse woord "Noormannen" (een synoniem voor Vikingen) is hier mogelijk van afgeleid.
De Noren maken het leeuwendeel uit van de bevolking van Noorwegen, met zo'n 4,5 miljoen mensen. Etnische minderheden in het land zijn de Sami, waarvan er zo'n 50.000 zijn in Noorwegen, en de Fins-etnische Kvenen en Bosfinnen.
Er wonen ook zo'n 100.000 Noren in andere landen, vooral in de Verenigde Staten, het Verenigd Koninkrijk en de Scandinavische buurlanden.
Recent genetisch onderzoek heeft uitgewezen dat de Noren nauw verwant zijn aan andere Europese volkeren, vooral aan de Zweden, Denen, Duitsers en Nederlanders. De Noren stammen af van de oorspronkelijke Scandinavische bevolking, de Vikingen, die Scandinavië sinds het einde van de laatste ijstijd (zo'n 10.000 jaar geleden) bevolken.
Noren zijn overwegend Luthers-protestants. Zo'n 86% van de inwoners van het land zijn lid van de kerk, hoewel veel Noren hun geloof niet actief belijden of niet-gelovig zijn. Uit een onderzoek van Gallup International in 2005 bleek dat Noorwegen het minst gelovige land van West-Europa is. Maar 36% van de bevolking beschreef zichzelf als religieus.

## Noorse emigranten naar Noord-Amerika
Tussen 1855 en 1925 emigreerden zo'n 800.000 Noren - een derde van de bevolking van Noorwegen - naar de Verenigde Staten. Zo'n 4,5 miljoen Amerikanen zijn van Noorse afkomst; hiervan zijn 3 miljoen primair of alleen van Noorse afkomst, bleek uit de Amerikaanse volkstelling van 2000. De Noors-Amerikanen zijn vooral aanwezig in de staten Minnesota, Wisconsin, Iowa, North Dakota, South Dakota en Californië.
Volgens de volkstelling van 2001 in Canada zijn ook zo'n 360.000 Canadezen van Noorse afkomst.